# Xianhui
Xianhui (kinesiska: 仙回瑶族乡, 仙回) är en socken i Kina. Den ligger i den autonoma regionen Guangxi, i den södra delen av landet, omkring 290 kilometer nordost om regionhuvudstaden Nanning. Antalet invånare är 10107. Befolkningen består av 4 786 kvinnor och 5 321 män. Barn under 15 år utgör 19,0 %, vuxna 15-64 år 66 %, och äldre över 65 år 14,0 %.
Genomsnittlig årsnederbörd är 2 375 millimeter. Den regnigaste månaden är juni, med i genomsnitt 483 mm nederbörd, och den torraste är oktober, med 44 mm nederbörd.